# Данонвил
Данонвил (фр. Denonville) насеље је и општина у централној Француској у региону Центар (регион), у департману Ер и Лоар која припада префектури Шартр.
По подацима из 2011. године у општини је живело 754 становника, а густина насељености је износила 58,81 становника/km². Општина се простире на површини од 12,82 km². Налази се на средњој надморској висини од 148 метара (максималној 155 m, а минималној 142 m).

## Демографија
| 1962. | 1968. | 1975. | 1982. | 1990. | 1999. | 2011. |
| ----- | ----- | ----- | ----- | ----- | ----- | ----- |
| 340   | 344   | 349   | 374   | 607   | 672   | 754   |

График промене броја становника у току последњих година